# Eurre

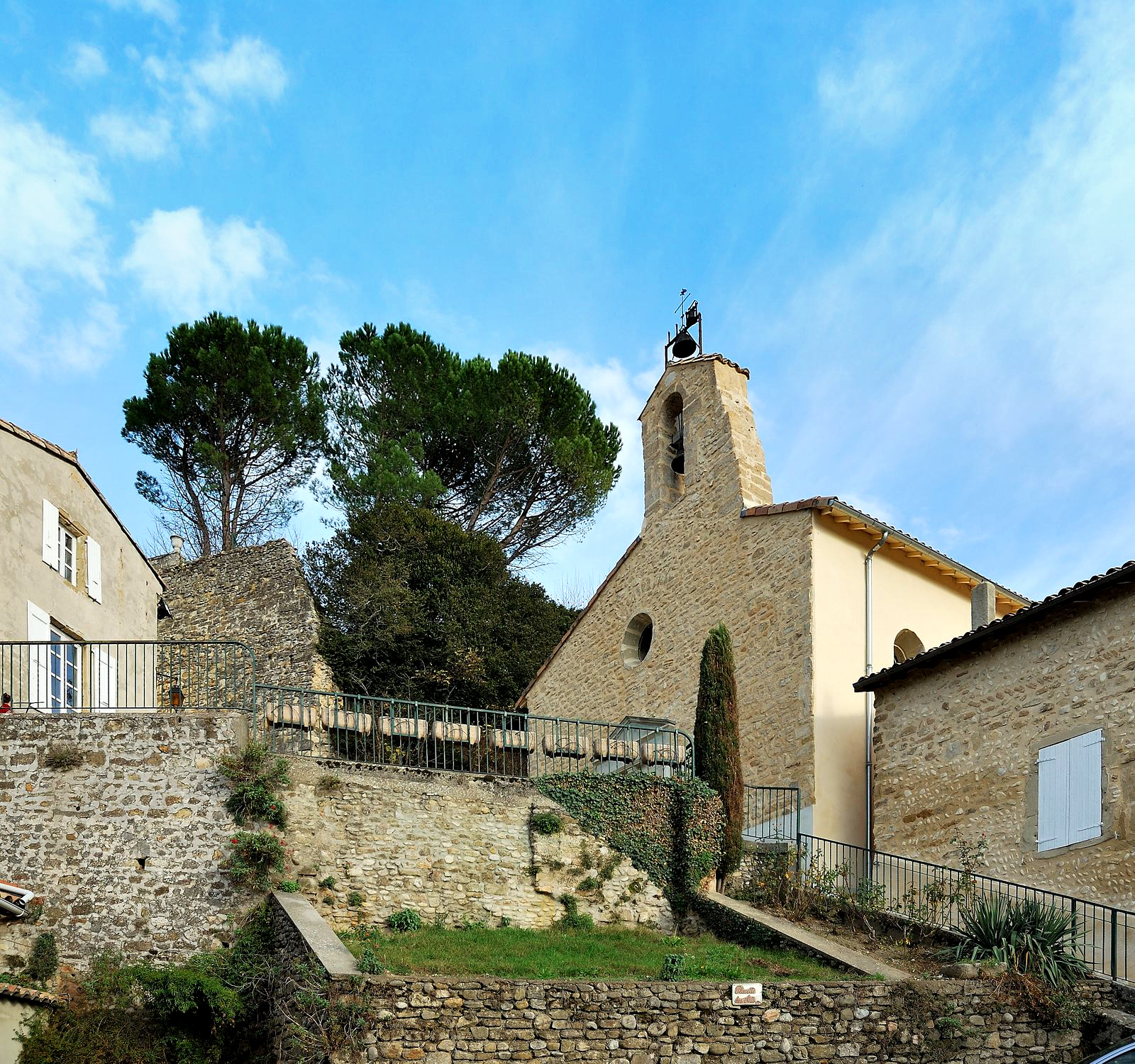
Kościół w Eurre, 2009

Eurre – miejscowość i gmina we Francji, w regionie Owernia-Rodan-Alpy, w departamencie Drôme.
Według danych na rok 1990 gminę zamieszkiwały 923 osoby, a gęstość zaludnienia wynosiła 51 osób/km² (wśród 2880 gmin regionu Rodan-Alpy Eurre plasuje się na 824. miejscu pod względem liczby ludności, natomiast pod względem powierzchni na miejscu 593.).